# Euproctis electrophaes
Euproctis electrophaes är en fjärilsart som beskrevs av Collenette 1935. Euproctis electrophaes ingår i släktet Euproctis och familjen tofsspinnare. Inga underarter finns listade i Catalogue of Life.